# Desarterialització hemorroidal transanal
La desarterialització hemorroidal transanal (en anglès:Transanal hemorrhoidal dearterialization -THD) és un procediment quirúrgic mínimament invasiu per al tractament de les hemorroides internes.

## Precedents
El 1995, Morinaga va desenvolupar una tècnica quirúrgica no excisional per al tractament de les hemorroides internes. Dal Monte et al. va refinar encara més aquesta tècnica, introduint la desarterialització hemorroidal transanal (THD). El THD pertany a la categoria de cirurgia mínimament invasiva, ja que el procediment no inclou les incisions ni l'eliminació del teixit hemorroidal.

## Hemorroides
Les hemorroides són coixinets vasculars normals que es troben al canal anal. El 15% del mecanisme de continència humana s'atribueix al plexe hemorroïdal. Quan una persona tus, per exemple, les hemorroides s'inflaran amb sang i augmentaran la capacitat de retenir gasos i excrements. Es denominen interns i externs en funció del seu posicionament a una línia embriològica denominada la línia de pectina. Les hemorroides per sobre de la línia de pectina es consideren "internes" i les de sota "externes".
Les hemorroides són alimentades per artèries i drenades per les venes. El subministrament de sang arterial es basa en l'artèria rectal superior (hemorroïdal). De la mateixa manera que les venes de la cama es debiliten i es tornen prominents, les venes hemorroïdals també poden arribar a ser variades, resultant en hemorroides internes. Les hemorroides internes es divideixen en quatre graus.
- Les hemorroides del grau I es componen de vasos prominents, sense protrusió.
- Les hemorroides de grau II demostren prolapse a l'estrès, amb reducció espontània.
- Les hemorroides de grau III demostren prolapse després de l'estrès i requereixen una reducció manual.
- Les proliferacions de hemorroides de grau IV no es poden reduir manualment.

## Procediment
La desarterialització hemorroidal transanal (THD). utilitza un anuscopi especialment desenvolupat, combinat amb un transductor Doppler per identificar les artèries hemorroïdals (originades a partir de l'artèria rectal superior) de 2 a 3 cm per sobre de la línia de pectina. Una vegada que les artèries rectals superiors s'identifiquen a través del Doppler, es realitza una lligadura de sutura per disminuir de manera efectiva el flux de sang al plexe hemorroidal. En cas de prolapse redundant, la membrana prolapsada de la mucosa s'aixeca i es sutura (amb la darrera sutura mínima 5 mm per sobre de la línia de pectinatge, reposicionant els coixins hemorroïdals in situ. Això és diferent d'una hemorroidectomía tradicional, que es va centrar a extreure el paquet hemorroidal. En aquest procediment no hi ha escissió del teixit. Com que la línia de sutura està per sobre de la línia de pectina, el dolor postoperatorio es minimitza per als pacients. El THD es pot realitzar amb sedació conscient, anestèsia local o general.

## Post-operatori
Després de l'operació, es recomana una dieta d'alta fibra amb un munt de líquids (aproximadament dos litres per dia). Per a la majoria dels pacients, el procediment es pot realitzar en un entorn de cirurgia al dia i les activitats normals es poden reprendre de mitjana entre dos i tres dies després de l'operació. Les àrees afectades solen restaurar l'anatomia normal al cap de dos o tres mesos.

## Complicacions del post-operatori
Els informes sobre aquest procediment presenten taxes de complicacions baixes i un menor dolor postoperatori. Incloent hemorràgies postoperatòries i restrenyiment entre algunes de les complicacions derivades.